# Slither.io
Slither.io is een massively multiplayer online game ontwikkeld door Steve Howse. Spelers besturen een slangachtige avatar, die zich vol eet met kleurbolletjes en door het spel heen dikker en langer wordt. Het speelveld wordt met bovenaanzicht getoond. Het doel in het spel is om de langste slang in de server te worden. Het computerspel lijkt qua concept op Agar.io, maar bevat dan slangen in plaats van cellen.
Een mobiele versie voor iOS werd uitgegeven op 25 maart 2016 en heeft de top bereikt in de App Store een paar dagen na de release.

## Platformen
| Platform   | Datum         |
| ---------- | ------------- |
| Browser    | 25 maart 2016 |
| iOS        | 25 maart 2016 |
| Android    | 27 maart 2016 |
| Windows 10 |               |